# Charlie Crew
 (août 2025).
Charlie Crew, né le 15 juin 2006 à Cardiff au pays de Galles, est un footballeur international gallois qui évolue au poste de milieu défensif avec les Doncaster Rovers.

## Biographie

### En club
Né à Cardiff au pays de Galles, Charlie Crew est formé par le club local de  Cardiff City puis par Leeds United. Il signe son premier contrat professionnel avec Leeds le 24 juillet 2023, à 17 ans. Il est lié au club jusqu'en juin 2025.
Après avoir été performant avec les équipes de jeunes du club, il est appelé pour la première fois en équipe première par l'entraîneur Daniel Farke (en) en mars 2024.

### En sélection
Avec l'équipe du pays de Galles des moins de 17 ans, Charlie Crew est retenu pour participer au championnat d'Europe des moins de 17 ans en 2023, où il a un rôle de leader et officie comme capitaine de l'équipe. Lors de ce tournoi organisé en Hongrie il joue trois matchs en tant que titulaire mais les jeunes gallois sont éliminés dès la phase de groupe avec un bilan de deux défaites pour une seule victoire.
Charlie Crew représente l'équipe du pays de Galles des moins de 19 ans, jouant trois matchs en 2023, les trois en tant que capitaine.
En mai 2024, Charlie Crew est convoqué pour la première fois avec l'équipe nationale du pays de Galles par le sélectionneur Rob Page. Il honore sa première sélection lors de ce rassemblement, le 6 juin 2024 face à Gibraltar. Il entre en jeu et les deux équipes se neutralisent (0-0 score final).